# 大伯藏日
大伯藏日（法語：Bezange-la-Grande，法語發音：[bəzɑ̃ʒ la ɡʁɑ̃]）是法国默尔特-摩泽尔省的一个市镇，位于该省南部，属于吕内维尔区。

## 地理
大伯藏日（48°44'46"N, 6°28'26"E）面积17.24 平方千米，位于法国大東部大區默尔特-摩泽尔省，该省份为法国东北部内陆省份，是洛林的一部分，北邻比利时、卢森堡，北起顺时针与摩泽尔省、下莱茵省、孚日省和默兹省接壤。
与大伯藏日接壤的市镇（或旧市镇、城区）包括：尚布雷、阿拉库尔、阿蒂安维尔、萨洛讷、奥埃维尔、塞耶河畔蒙塞勒、塞耶河畔维克、索尔内维尔。

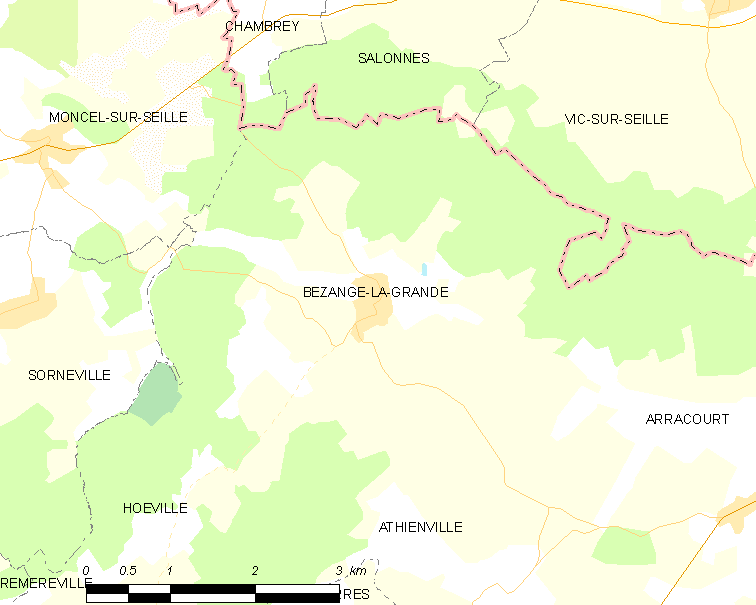
大伯藏日的OSM定位图

大伯藏日的时区为UTC+01:00、UTC+02:00（夏令时）。

## 行政
大伯藏日的邮政编码为54370，INSEE市镇编码为54071。

## 政治
大伯藏日所属的省级选区为巴卡拉县。

## 人口

1962-2008年间大伯藏日人口变化图示

大伯藏日于2022年1月1日时的人口数量为166人。